# Unità astronomica
L'unità astronomica (simbolo ufficiale: au), che rappresenta la distanza media tra Terra-Sole, è definita dal 2012 (28ª assemblea generale dell'Unione astronomica internazionale) con il valore esatto di:
1 au = 149597870707 m
Questa costante di lunghezza viene impiegata (con dei valori leggermente variabili in passato a seconda della fonte) da decenni in astronomia come unità di misura delle distanze astronomiche. Sebbene non rientri tra le unità di base del Sistema internazionale, il suo uso è tollerato: rientra nel sistema astronomico di unità di misura, per quanto sia preferito il parsec, molto più comodo.
Nella sua orbita durante l'anno, la Terra varia lievemente (con uno scarto pari a circa il 3,5%) la sua distanza dal Sole, da un minimo di circa 147 milioni di chilometri (perielio) a un massimo di circa 152 milioni di chilometri (afelio).
Per le sue dimensioni l'unità astronomica viene utilizzata soprattutto per misurare distanze all'interno del sistema solare; per misure superiori, intra- o extra-galattiche, gli astronomi preferiscono utilizzare l'anno luce o il parsec.

## Storia
Questa costante di lunghezza nasce come il valore della distanza media tra il pianeta Terra e il Sole (che oscilla attorno ai 150 milioni di km).
Nel 1977 il valore dell'unità astronomica era stato poi ridefinito come il raggio di un'orbita circolare lungo la quale un corpo di massa trascurabile, libero da perturbazioni, orbiterebbe intorno al Sole in {\displaystyle {\frac {2\pi }{k}}} giorni, dove k è la costante gravitazionale di Gauss.
Durante la stessa assemblea fu raccomandato il simbolo au, che è diventato lo standard negli anni seguenti nelle riviste scientifiche specializzate. Anteriormente erano stati usati vari simboli come A, UA, ua (simbolo raccomandato nel 2006 dal BIPM con lo standard ISO/IEC 80000, ma successivamente nel 2014 passò a usare au).

## Le distanze nel sistema solare
Questo è l'elenco dei pianeti del sistema solare con la relativa distanza media dal Sole in unità astronomiche:
| Mercurio | 0,387 au                         |
| Venere   | 0,723 au                         |
| Terra    | 0,96-1,04 au                     |
| Marte    | 1,524 au                         |
| Cerere   | 2,765 au (pianeta nano)          |
| Giove    | 5,209 au                         |
| Saturno  | 9,539 au                         |
| Urano    | 19,18 au                         |
| Nettuno  | 30,06 au                         |
| Plutone  | 39,44 au (pianeta nano)          |
| Haumea   | 43,34 au (pianeta nano)          |
| Makemake | 45,39 au (pianeta nano)          |
| Eris     | 68,07 au (pianeta nano)          |
| Sedna    | afelio ~900 au – perielio ~76 au |

Per confronto, la stella più vicina (Proxima Centauri, parte del sistema di Alpha Centauri) si trova a circa 268000 au di distanza.

## Esempi di distanze spaziali in unità astronomiche
- La fascia di Kuiper inizia a circa 35 au
- La fascia di Kuiper termina a 50-55 au
- L'orbita del pianeta nano Sedna è compresa tra 76 e 942 au dal Sole; Sedna è ora a circa 90 au dal Sole
- 75-90 au: fine del termination shock
- 100 au: fine dell'eliosfera
- 139 au: Voyager 1 ha raggiunto questa distanza il 1º luglio 2017, ed è l'oggetto più lontano dalla Terra mai creato dall'uomo
- 100-150 au: fine del disco diffuso
- 500-3000 au: inizio della nube di Oort
- 20000 au: fine della nube di Oort interna e inizio della nube di Oort esterna
- 50000 au: possibile fine della nube di Oort esterna (0,8 al)
- 100000 au: possibile massima estensione della nube di Oort (1,6 al)
- 125000 au: estensione massima della regione di spazio dominata dal campo gravitazionale del Sole e inizio dello spazio interstellare; questa distanza è di circa 1,8-2 anni luce
- La distanza del Sole dal centro della Via Lattea è circa di 1700000000 au (26881 al)

## Fattori di conversione
- 1 au = 0,1495978707 terametri (per definizione)
- 1 secondo luce ≈ 0,002 au
- 1 minuto luce ≈ 0,1203 au
- 1 microparsec ≈ 0,206 au
- 1 ora luce ≈ 7,2193 au
- 1 giorno luce ≈ 173,264 au
- 1 settimana luce ≈ 1212,85 au
- 1 mese luce ≈ 5197,95 au
- 1 anno luce ≈ 63284 au
- 1 parsec ≈ 206265 au